# Chidi Nwanu
Chidi Nwanu (ur. 1 stycznia 1967 w Port Harcourt) – piłkarz nigeryjski grający na pozycji środkowego obrońcy.

## Kariera klubowa
Nwanu piłkarską karierę zaczynał w klubie Enyimba FC z miasta Aba w 1983 roku. W barwach tego klubu zadebiutował w nigeryjskiej ekstraklasie w wieku 16 lat. W 1984 przeszedł do klubu Spartans FC i w jego barwach grał przez 2 lata. W 1986 roku wyjechał z Owerri do stołecznego Lagos i tam kontynuował karierę w ACB Lagos. W 1988 roku trener tego zespołu, Patrick Ekeji, polecił Nwanu i innym graczom ACB by zakończyli swoje kariery, gdyż według niego byli „bezużyteczni” dla zespołu. Nwanu wytrzymał w ACB jeszcze niecałe pół roku i zdecydował się wyjechać z kraju.
Jego pierwszym europejskim klubem był belgijski KVC Westerlo grający wówczas w trzeciej lidze. W Westerlo spędził cały sezon 1989/1990 i latem trafił o klasę wyżej, do KTH Diest. Z zespołem tym nie udało się awansować do pierwszej ligi. Jednak Nwanu grał na tyle dobrze, że latem 1991 podpisał kontrakt z pierwszoligowym KSK Beveren. W pierwszym sezonie gry od razu wywalczył miejsce w składzie i był jedną z czołowych postaci Beveren – zagrał 30 meczów i zdobył gola. W sezonie 1992/1993 zajął ze swoim klubem 8. miejsce w lidze i zagrał w 31 meczach zdobywając w nich 2 gole. Sezon 1993/1994 także rozpoczął w zespole z miasta Beveren, ale po rozegraniu 14 ligowych meczów w rundzie jesiennej zmienił otoczenie.
Zimą 1994 przeszedł do jednego z najsłynniejszych klubów w Belgii, Anderlechtu. W lidze zagrał w 9 meczach i wywalczył mistrzostwo Belgii oraz zdobył Puchar Belgii. Wystąpił także w 4 meczach Ligi Mistrzów. W sezonie 1994/1995 do Anderlechtu dołączył rodak Nwanu, Celestine Babayaro. Chidi stracił jednak miejsce w składzie i wystąpił tylko w 5 meczach ligowych i 2 w Lidze Mistrzów. Przyczynił się więc nieznacznie do wywalczenia drugiego z rzędu mistrzostwa kraju. Latem 1995 został wypożyczony do Sint-Truidense VV. W drużynie tej zagrał w sezonie 1995/1996 w 18 ligowych meczach i pomógł w utrzymaniu się w lidze – Sint-Truiden zajęło 15. miejsce. Na sezon 1996/1997 wrócił z wypożyczenia do Anderlechtu, jednakże zagrał tylko 2 mecze i jeszcze zimą postanowił odejść z klubu.
Zimą Nwanu szukał klubu i w końcu został graczem holenderskiego RKC Waalwijk. W rundzie wiosennej sezonu 1996/1997 rozegrał jednak tylko 4 mecze i zajął z RKC 16. miejsce w lidze, dające utrzymanie w Eredivisie. Sezon 1997/1998 także nie był udany dla Chidi, który tylko trzykrotnie pojawił się na boisku i ostatecznie z powodu braku formy zdecydował się zakończyć karierę.
| Sezon   | Klub              | Kraj     | Rozgrywki            | Mecze | Bramki |
| ------- | ----------------- | -------- | -------------------- | ----- | ------ |
| 1983    | Enyimba FC        | Nigeria  | Premier League (NGA) | ?     | ?      |
| 1984    | Spartans FC       | Nigeria  | Premier League (NGA) | ?     | ?      |
| 1985    | Spartans FC       | Nigeria  | Premier League (NGA) | ?     | ?      |
| 1986    | ACB Lagos         | Nigeria  | Premier League (NGA) | ?     | ?      |
| 1987    | ACB Lagos         | Nigeria  | Premier League (NGA) | ?     | ?      |
| 1988    | ACB Lagos         | Nigeria  | Premier League (NGA) | ?     | ?      |
| 1989    | ACB Lagos         | Nigeria  | Premier League (NGA) | ?     | ?      |
| 1989/90 | KVC Westerlo      | Belgia   | Derde klasse         | ?     | ?      |
| 1990/91 | KTH Diest         | Belgia   | Tweede klasse        | 29    | 2      |
| 1991/92 | KSK Beveren       | Belgia   | Eerste Klasse        | 30    | 1      |
| 1992/93 | KSK Beveren       | Belgia   | Eerste Klasse        | 31    | 2      |
| 1993/94 | KSK Beveren       | Belgia   | Eerste Klasse        | 14    | 1      |
| 1993/94 | RSC Anderlecht    | Belgia   | Eerste Klasse        | 9     | 0      |
| 1994/95 | RSC Anderlecht    | Belgia   | Eerste Klasse        | 5     | 0      |
| 1995/96 | Sint-Truidense VV | Belgia   | Eerste Klasse        | 18    | 0      |
| 1996/97 | RSC Anderlecht    | Belgia   | Eerste Klasse        | 2     | 0      |
| 1996/97 | RKC Waalwijk      | Holandia | Eredivisie           | 4     | 0      |
| 1997/98 | RKC Waalwijk      | Holandia | Eredivisie           | 3     | 0      |

## Kariera reprezentacyjna
W 1988 roku Nwanu był członkiem olimpijskiej reprezentacji Nigerii, która brała udział w Igrzyskach Olimpijskich w Seulu. Był środkowym obrońcą w systemie 3-5-2 ustawionym przez szkoleniowca Manfreda Hönera. Dla Nigerii turniej ten zakończył się jednak katastrofą – 0 zdobytych punktów i stosunek bramkowy 1:8 – i zawodnicy już po fazie grupowej wrócili do ojczyzny.
W 1994 roku był bliski wyjazdu na Puchar Narodów Afryki 1994, jednak ostatecznie przegrał rywalizację, między innymi ze Stephenem Keshi. Został za to powołany przez selekcjonera Clemensa Westerhofa na finały Mistrzostwa Świata w USA. Tuż przed samymi finałami Keshi doznał kontuzji i Nwanu wskoczył do pierwszej jedenastki „Super Orłów” tworząc środek defensywy z Uche Okechukwu. Był jednym z trzech Nigeryjczyków na tym turnieju, którzy zagrali wszystkie 4 mecze w pełnym wymiarze czasowym. Nigeria po dobrych meczach grupowych odpadła w 1/8 finału po przegranym 1:2 po dogrywce meczu z Włochami.
W 1997 roku został dość niespodziewanie powołany na mecz z Kenią, rozegrany w ramach kwalifikacji do Mistrzostw Świata we Francji. Jak się potem okazało był to jego ostatni występ w kadrze.
W reprezentacji Nigerii Nwanu wystąpił w 20 meczach i nie zdobył żadnego gola.

## Sukcesy
- Mistrzostwo Belgii: 1994, 1995 z Anderlechtem
- Puchar Belgii: 1994 z Anderlechtem
- Udział w MŚ: 1994
- Udział w IO: 1988
- 20 meczów w reprezentacji Nigerii